# Naenia (bướm đêm)
Naenia là một chi bướm đêm thuộc họ Noctuidae.

## Loài
- Naenia contaminata (Walker, 1865)
[cần chú thích đầy đủ]
- Naenia typica – The Gothic

## Hình ảnh

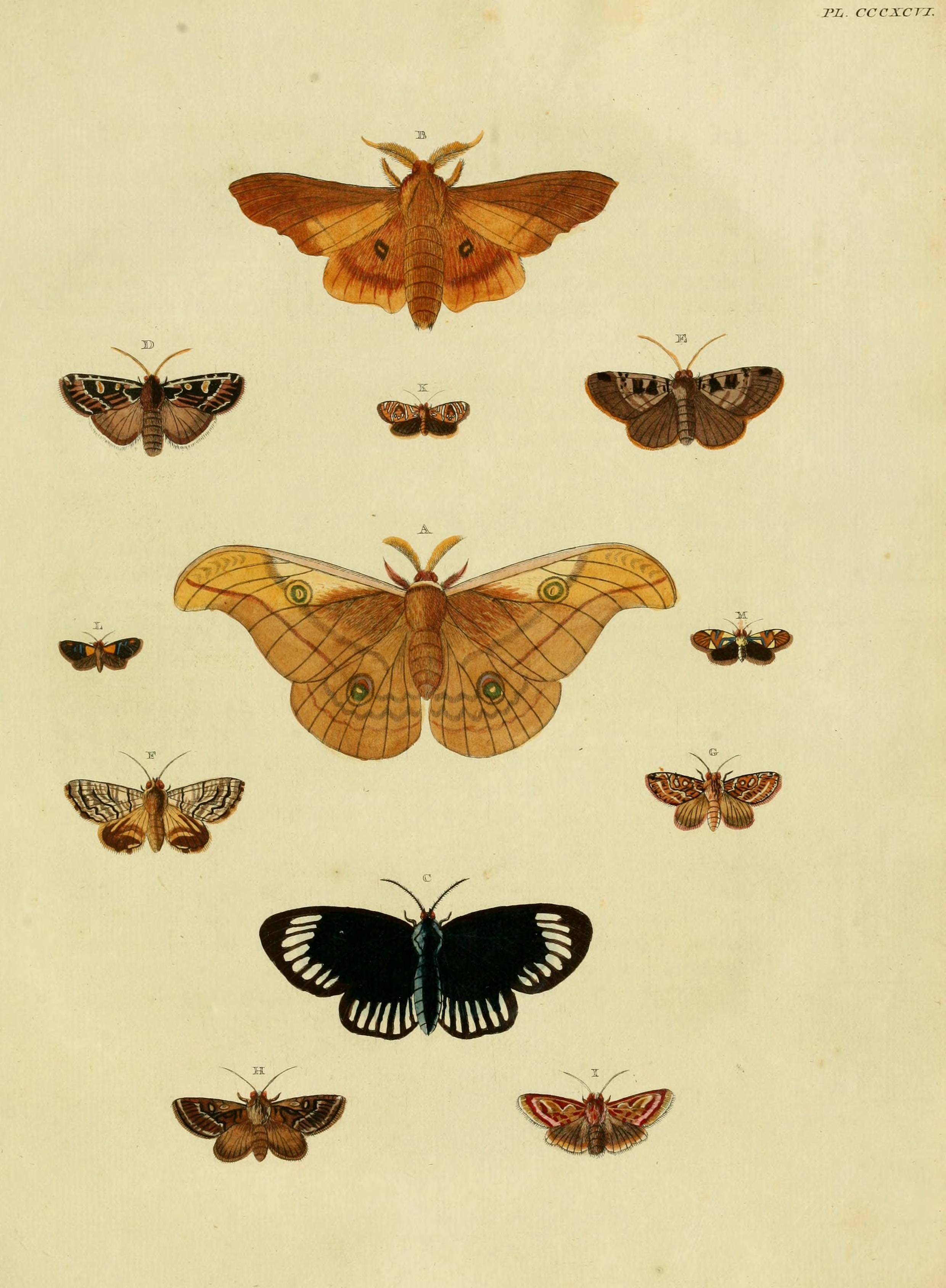
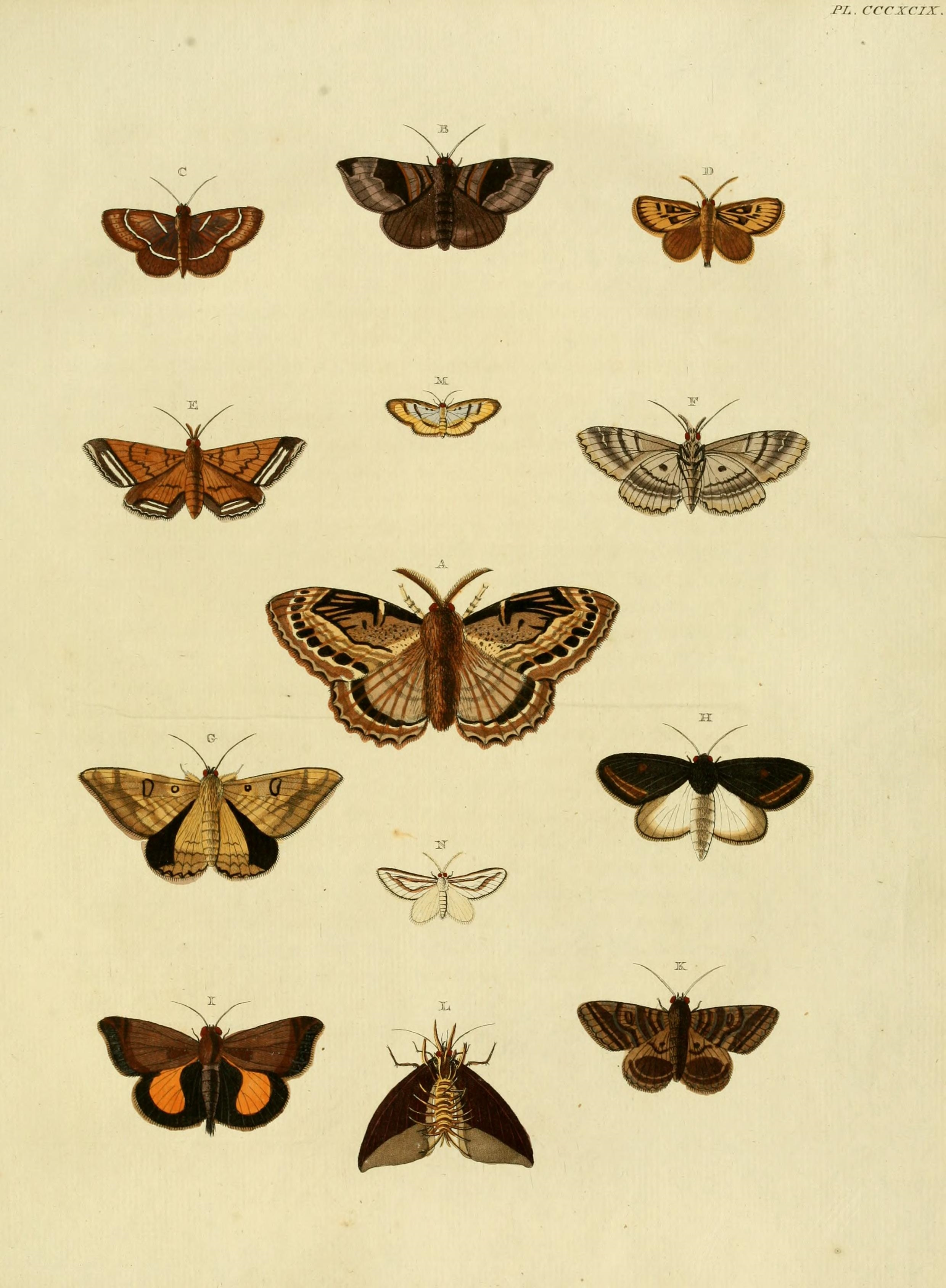